# Xeyes
Xeyes är ett datorprogram som ingår i de flesta implementationer av X Window System (ett fönstersystem för Unix och andra operativsystem). Xeyes öppnar ett fönster med två ögon som följer muspekarens rörelser över skärmen. Programmet skrevs ursprungligen för fönstersystemet NeWS omkring 1988, och överfördes senare till X. Liknande program finns för Macintosh, Windows och Java. Xeyes iakttar vad du håller på med och berättar för chefen, åtminstone enligt manualen.